# Treinramp bij Ashtabula
De instorting van de Ashtabula-spoorbrug vond plaats op 29 december 1876 toen er een trein overheen reed. Met 92 doden was dit de grootste treinramp in de Amerikaanse geschiedenis tot dan toe.

## Gebeurtenis
In de ochtend van 29 december 1876 vertrok in de middag vanuit Erie in de staat Pennsylvania een trein richting het westen. De trein bestond uit twee locomotieven en elf wagons. Aan boord waren 159 personen. Kort nadat zij het treinstation van Ashtabula in Ohio waren gepasseerd reed de trein over een brug over de gelijknamige rivier de Asthabula. De brug kon het gewicht van de trein niet dragen en stortte in. Na een val van 23 meter vlogen de houten treinwagons in brand. Tijdens de ramp en in de nasleep daarvan verloren 92 passagiers het leven. Onder hen was de bekende gospelzanger Philip Bliss. Veel van de slachtoffers waren onherkenbaar verminkt.

## Nasleep
Een onderzoekscommissie bestaande uit zes leden presenteerde na 68 dagen een rapport. Daaruit kwam naar voren dat de ontwerper van de brug Amasa Stone, tevens eigenaar van het bedrijf dat de spoorlijn exploiteerde, een welbekend ontwerp voor een houten brug een-op-een had overgenomen en had gebruikt om een brug van ijzer te bouwen. Uiteindelijk bleek een constructiefout de reden dat de brug instortte. 
De hoofdingenieur Charles Collins had de bouw omschreven als een "experiment". Een paar dagen nadat Collins een getuigenis hierover aflegde voor de Wetgevende Vergadering van Ohio werd hij dood gevonden in zijn slaapkamer. Hij was door het hoofd geschoten. Het is nooit duidelijk geworden of het ging om zelfdoding of moord.
Amasa Stone droeg de dagelijkse leiding van het bedrijf over aan zijn schoonzoon John Hay, die later minister van Buitenlandse Zaken werd. Stone pleegde zeven jaar later zelfmoord.